# گربه‌کوسه نوک‌سفید
گربه‌کوسه نوک‌سفید (نام علمی: Parmaturus albimarginatus) نام یک گونه از سرده گربه‌کوسه‌های دم‌پولکی است.